# Selma Reis
Selma Reis Galvão (São Gonçalo, 24 de agosto de 1960 — Teresópolis,19 de dezembro de 2015) foi uma cantora e atriz brasileira.
Selma participou de várias novelas especialmente na Rede Globo, como Páginas da Vida, e séries, como Presença de Anita. Como cantora, lançou 11 álbuns. Morreu após complicações advindas de um câncer cerebral. Selma também participou ativamente da escola de samba Mocidade Independente de Padre Miguel na década de 90.

## Artes cênicas

### Televisão
- 2009 – Caminho das Índias .... mãe de Hamia
- 2006 – Páginas da vida .... Irmã Zenaide
- 2001 – Presença de Anita .... cigana
- 1999 – Chiquinha Gonzaga (minissérie) .... cantora

### Teatro
- 2004 – Chicago (musical) .... como a agente penitenciária corrupta Mama Morton

## Discografia
- 2009. -  Minha homenagem ao poeta da voz - Paulo César Pinheiro.                         . 2007 – Sagrado - Deck Disc
- 2003 – Vozes (Selma e Cauby Peixoto) - Albatroz/Trama
- 2002 – Todo Sentimento (relançamento) - Albatroz/Trama
- 1999 – Ares de Havana – Velas/Universal
- 1996 – Achados e Perdidos – Velas/PolyGram
- 1995 – Todo Sentimento – Mza/Wea
- 1993 – Selma Reis - PolyGram
- 1991 – Só Dói Quando Eu Rio – PolyGram
- 1990 – Selma Reis - PolyGram
- 1987 – Selma Reis – Selo Independente/LScomm/PolyGram

Maiores sucessos
- 1990 – O Que É O Amor
- 1990 – Estrelas De Outubro
- 1991 – Sombra Em Nosso Olhar
- 1992 – Deságua
- 1993 – O Preço De Uma Vida
- 1993 – Se bastasse uma canção
- 1995 – Emoções suburbanas
- 1996 – Nossa Paixão
- 1996 – Feliz
- 2007 – Ave-Maria